# Jang Dae-il
Dans ce nom coréen, le nom de famille, Jang, précède le nom personnel.
Jang Dae-il (en coréen : 장대일), né le 9 mars 1975 à Incheon en Corée du Sud, est un footballeur international sud-coréen. Il évoluait au poste de défenseur.

## Biographie

### En club
Il joue dans plusieurs clubs, principalement le Seongnam Ilhwa Chunma et Busan I'cons.

### En équipe nationale
Il reçoit 15 sélections en équipe de Corée du Sud entre 1997 et 1998.
Retenu par le sélectionneur Cha Bum-geun afin de participer à la Coupe du monde 1998 organisée en France, il ne disputera aucun match lors du mondial. Il joue toutefois quatre matchs comptant pour les tours préliminaires de cette compétition : contre le Kazakhstan, l'Ouzbékistan, le Japon, et enfin les Émirats arabes unis.

## Palmarès
- Vainqueur de la Coupe de Corée du Sud en 1999 avec le Cheonan Ilhwa Chunma

## Statistiques
| Saison | Club                  | Championnat  | Championnat | Championnat | Coupe | Coupe | Coupe de la Ligue | Coupe de la Ligue | Compétitions continentales | Compétitions continentales | Total | Total |
| Saison | Club                  | Comp.        | M.          | B.          | M.    | B.    | M.                | B.                | M.                         | B.                         | M.    | B.    |
| ------ | --------------------- | ------------ | ----------- | ----------- | ----- | ----- | ----------------- | ----------------- | -------------------------- | -------------------------- | ----- | ----- |
| 1998   | Cheonan Ilhwa Chunma  | K-League     | 13          | 2           | ?     | ?     | 1                 | 0                 | -                          | -                          |       |       |
| 1999   | Cheonan Ilhwa Chunma  | K-League     | 15          | 2           | ?     | ?     | 6                 | 1                 | -                          | -                          |       |       |
| 2000   | Seongnam Ilhwa Chunma | K-League     | 0           | 0           | ?     | ?     | 5                 | 0                 | ?                          | ?                          |       |       |
| 2000   | Busan I'cons          | K-League     | 9           | 0           | ?     | ?     | 2                 | 0                 | -                          | -                          |       |       |
| 2001   | Busan I'cons          | K-League     | 6           | 1           | ?     | ?     | 9                 | 0                 | -                          | -                          |       |       |
| 2002   | Busan I'cons          | K-League     | 2           | 0           | ?     | ?     | 3                 | 0                 | -                          | -                          |       |       |
| 2003   | Busan I'cons          | K-League     | 24          | 0           | 1     | 0     | -                 | -                 | -                          | -                          | 25    | 0     |
| Total  | Corée du Sud          | Corée du Sud | 69          | 5           |       |       | 26                | 1                 |                            |                            |       |       |

## Sources
- (en) Cet article est partiellement ou en totalité issu de l’article de Wikipédia en anglais intitulé « Jang Dae-il » (voir la liste des auteurs).